# Kompaktna galaktika
Kompaktna galaktika je vrsta galaktike. Oznaka je C. Definirao ih je Fritz Zwicky 1970. godine. Kompaktnom je nazvao svaku galaktiku ili bilo koji dio galaktike čiji površinski sjaj je sjajniji od 20 mag/arcsec2 u bilo kojem rasponu valjnih duljina.